# Литва (Молодечненський район)
Литва (біл. вёска Літва) — село в складі Молодечненського району Мінської області, Білорусь. Село підпорядковане Полочанській сільській раді, розташоване в західній частині області.